# Jorge Muñoz Wells
Jorge Vicente Martín Muñoz Wells (Lima, 13 de abril de 1962) é um advogado e político peruano, prefeito de Lima entre 1 de janeiro de 2019 até 27 de abril de 2022, após ser desocupado pelo JNE.

## Biografia
Nasceu no distrito de Miraflores, em Lima, em 13 de abril de 1962. Ele e filho de Julio Germán Muñoz Valdivieso e Teresa María Molly Wells Leguía. Ele é bisneto do político Roberto Leguía y Salcedo, que foi irmão do bicampeão presidente do Peru: Augusto B. Leguía.
Ele estudou primário e secundário na escola Nuestra Señora del Carmen (Carmelitas). Ele é advogado da Pontifícia Universidade Católica do Peru. Ele fez cursos sobre segurança cidadã e desenvolvimento econômico em Israel e sobre administração total no Japão. Mais tarde, ele estudou um mestrado na Universidade de Barcelona em Planejamento Territorial e Gestão Ambiental.
Em 2010, ele concorreu à prefeitura de Miraflores nas eleições municipais de Lima em 2010, onde derrotou o então prefeito Manuel Masías Oyanguren. O Partido Democrata Estamos no Peru, obtive seis das nove posições de vereadores do Conselho Municipal de Miraflores.
Em 22 de outubro de 2017, Muñoz lançou a prefeitura de Lima como pré-candidato ao partido Acción Popular. Em maio de 2018, sua candidatura foi oficialmente lançada.
Em 7 de outubro de 2018, por meio da votação nas urnas, ele foi confirmado como prefeito eleito de toda a cidade de Lima e na província do regime especial homônimo, sendo o vencedor virtual das eleições municipais em Lima. Sua eventual vitória ocorreu na data de nascimento do ex-presidente Fernando Belaúnde Terry, fundador da Acción Popular, partido com o qual Muñoz se tornou prefeito de Lima. A partir de 1 de janeiro de 2019, ele começou a liderar a posição.

## Reconhecimentos
Abaixo estão todos os reconhecimentos de Jorge Muñoz Wells:
- Prêmio Reina Sofia de Espanha 2012, reconhecimento do governo espanhol, entregue pela própria rainha da Espanha.
- Prêmio Boas Práticas em Gestão Pública (2012) nas categorias Inclusão Social e Gestão Ambiental Eficaz - Cidadãos CAD por dia.[7]
- Prêmio de Boas Práticas em Gestão Pública (2013 - 2014) na categoria segurança cidadã - CAD Ciudadanos al Día.[8]